# Rotograwiura

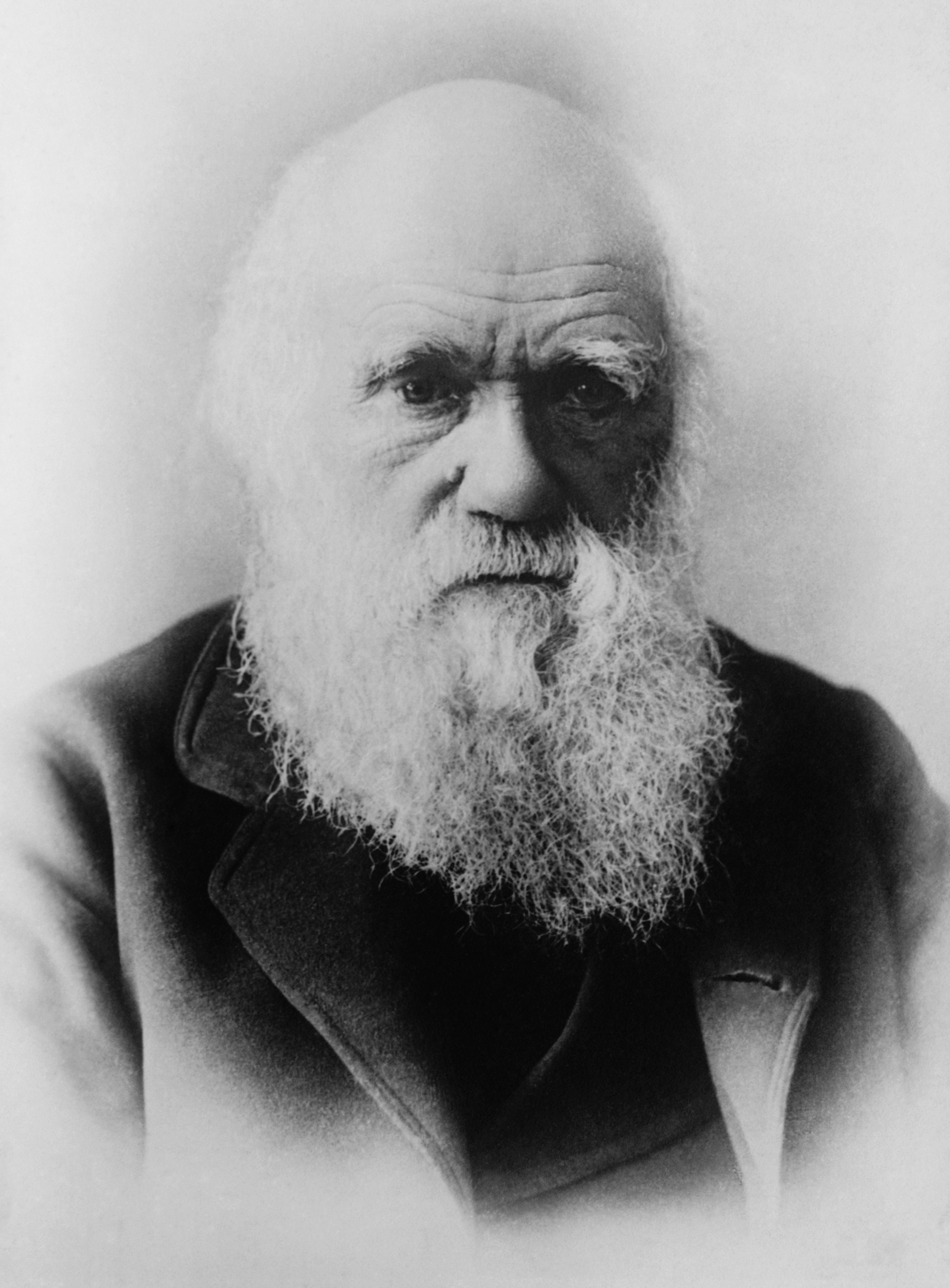
Portret Karola Darwina wykonany techniką rotograwiury

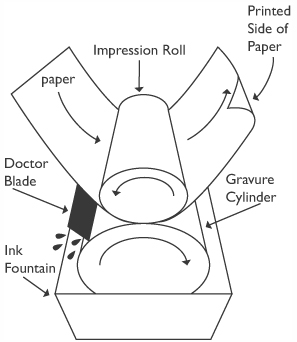
Schemat zespołu drukującego rotograwiurowego

Rotograwiura – przemysłowa odmiana druku wklęsłego stosowana do druku najwyższych nakładów, szczególnie kolorowych czasopism oraz opakowań. Stanowi ulepszoną formę światłodruku. Formą drukową jest tutaj metalowy cylinder z wygrawerowanym mechanicznie lub wykonanym techniką adresową obrazem. Farba wklęsłodrukowa gromadzi się w wykonanych na powierzchni cylindra zagłębieniach (kałamarzykach). Forma drukarska (cylinder) zanurzona jest w kałamarzu z farbą. W trakcie obracania się nadmiar farby jest zbierany (za pomocą noża zbierającego – tzw. rakla) z powierzchni niedrukującej zanim podłoże drukowe zetknie się z cylindrem i przyjmie farbę z wgłębień. Podłoże (papier, folia), na którym ma odbić się drukowany obraz, dociskane jest do cylindra za pomocą presera. Cylindry wklęsłodrukowe wykonane są z miedzi lub stali pokrytej miedzią. Tych ostatnich używa się przy druku banknotów, znaczków pocztowych i druków biurowych.